# 硒酸锆
硒酸锆是一种无机化合物，化学式为Zr(SeO4)2。它的四水合物可由硒酸和氧氯化锆八水合物的饱和水溶液（或氢氧化锆）反应得到。四水合物属正交晶系，与Zr(SO4)2·4H2O同构，它加热时失水，并于220~230 °C得到无水物。它和氟化钾反应，可以得到K2Zr(SeO4)2F2·3H2O.